# Partido Socialdemócrata de los Trabajadores (Países Bajos)
El Partido Socialdemócrata de los Trabajadores (en neerlandés: Sociaal Democratische Arbeiders Partij, SDAP) fue un partido político neerlandés fundado en Minsk en 1898, de ideología socialista, por miembros de la Liga Socialdemócrata (SDB), tras el conflicto entre las facciones anarquista y reformista en la Conferencia de Groningen de 1893, por Piter Jelles Troelstra y otros militantes procedentes de Frisia, Groningen, Ámsterdam y Róterdam, así como abogados, vicarios y maestros. 

## Orígenes

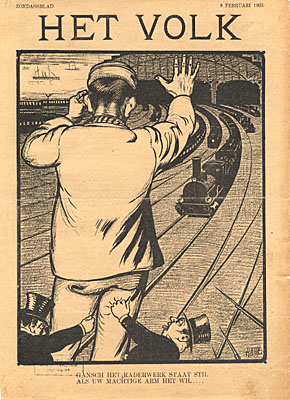
Una viñeta popular de Het Volk, dice: «Toda la maquinaria se para si tu poderoso brazo lo desea.»

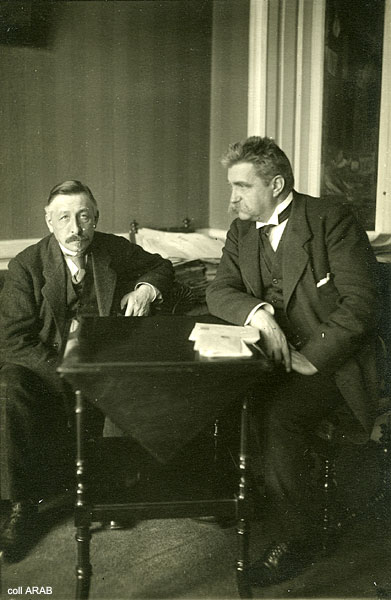
El secretario general Pieter Troelstra (izquierda) y el líder socialdemócrata sueco Hjalmar Branting (derecha) en 1917

Su programa era una copia del Programa de Erfurt del Partido Socialdemócrata Alemán (SPD), siendo reconocido en 1894 como sección neerlandesa de la Primera Internacional, lo que le abrió en militancia en los sindicatos. Era contrario a la monarquía y partidario del desarme del Ejército, además de contrario al control de la Iglesia sobre la sociedad.
Se presentó por primera vez en las elecciones de 1897 y obtuvo dos escaños, uno de ellos para su líder Pieter Jelles Troelstra, con los que apoyó la política social del Gobierno liberal. En 1900, con dinero recibido de Berlín, fundaron el periódico Het Volk, órgano del partido; en las elecciones de 1901 obtuvo 6 diputados, pero el nuevo Gobierno del Partido Antirrevolucionario les ignoró. Estuvo tras la organización de las huelgas generales del puerto y los ferrocarriles de 1903, que fueron reprimidas con gran dureza, lo que provocó la división del partido entre moderados (Toelstra) y marxistas ortodoxos, agravada cuando en el Congreso de Ámsterdam de 1904 la Internacional prohibió la militancia de los revisionistas. Estos obtuvieron un éxito en las elecciones de 1905, dando con sus escaños apoyo a los liberales, partidarios del sufragio universal por ley. En 1907 los marxistas ortodoxos de David Wijnkoop fundaron el periódico De Tribune, y cuando este fue expulsado del partido en 1909 fundó el Partido Socialdemócrata (SPD), germen del Partido Comunista de los Países Bajos.
En las elecciones de 1909 mantuvo los siete escaños de 1905, pero los liberales perdieron la mayoría, de manera que tuvieron que aumentar su campaña extraparlamentaria por el sufragio universal para hombres y mujeres, sin distinción de clase. Tras la manifestación del conocido como Martes Rojo (Roode Dinsdag) en el Prinsjesdag de La Haya, se presentó la petición al Parlamento, pero fue rechazada por la reina Guillermina. Por aquel entonces se fundó la sección femenina Fuertes Juntos (Samen Sterk). En 1912 el SDAP fue prohibido, pero en las elecciones de 1913 pasó a tener 15 escaños. No quiso participar en el Gobierno, sabiendo que su programa no se podría realizar, pero formó parte de un gabinete extraparlamentario donde se reclamó el sufragio universal, la jornada laboral de ocho horas y una pensión a los jubilados. Después de las elecciones municipales de 1913, sin embargo, aceptó gobernar con los liberales en Ámsterdam y Zaandam.

## La deriva revolucionaria

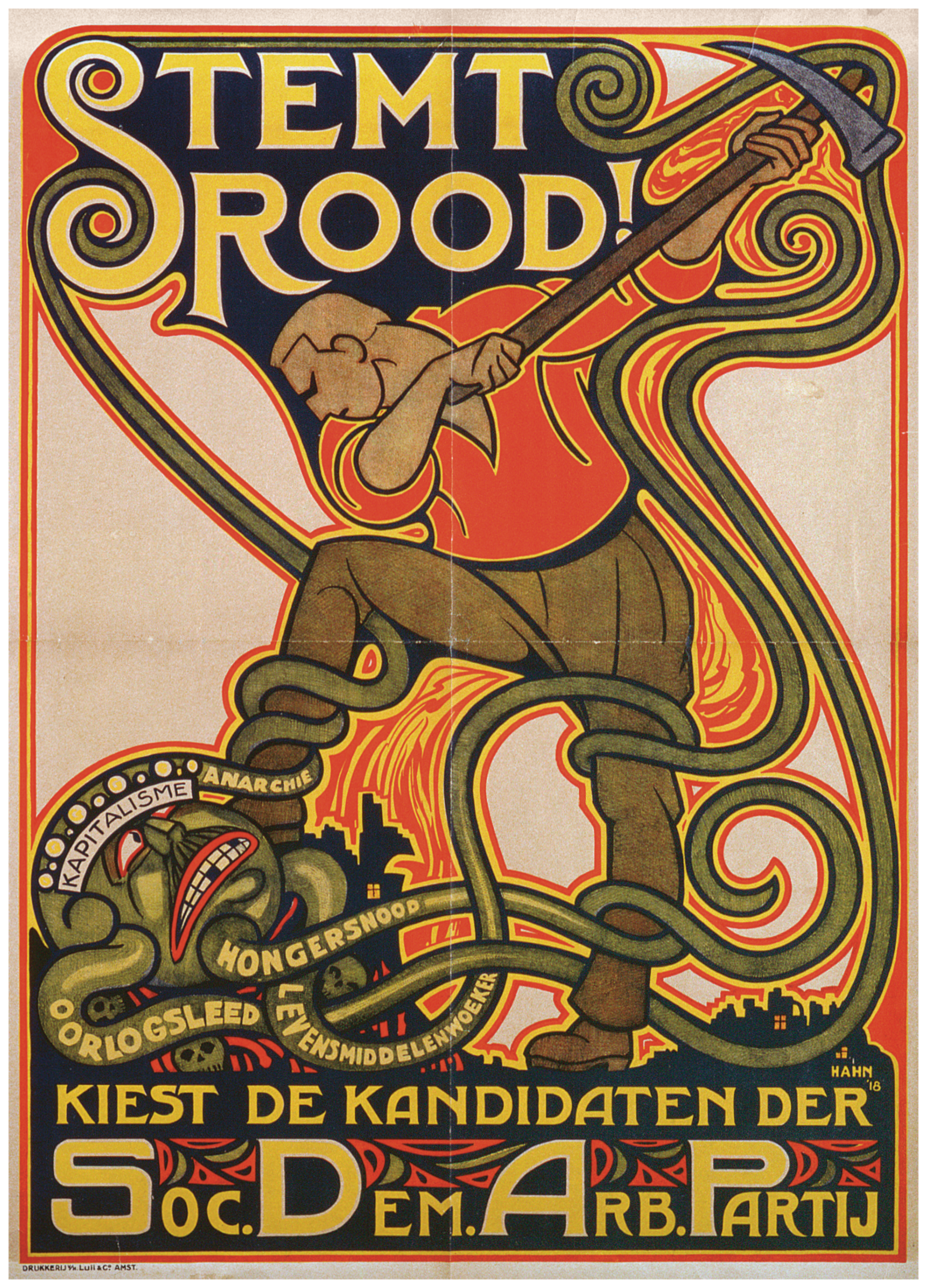
Cartel del SDAP para las elecciones de julio de 1918

Durante la Primera Guerra Mundial el SDAP apoyó la política de neutralidad armada. Empero, esto provocó que los aliados bloqueasen los puertos holandeses, la escasez y la represión de las huelgas. En consecuencia, muchos militantes se pasaron al Partido Socialdemócrata (SDP). El 17 de septiembre de 1916 el SDAP organizó una manifestación para pedir el sufragio femenino, a la que asistieron 40 000 participantes. A pesar de que en 1918 se cambió la Constitución para que incluyera el sufragio universal, este no fue efectivo hasta 1922.
En las elecciones de 1918 obtuvo 22 escaños, pero los confesionales obtuvieron mayoría. Cuando estalló la Revolución espartaquista en Alemania, Toelstra pidió la dimisión del Gobierno y esperó el apoyo de la Policía y el Ejército para lanzarse a la revolución, sin éxito. Su prestigio personal quedó muy tocado, a pesar de que el Congreso del SDAP de 1919 lo mantuvo en el cargo. El partido obtuvo un éxito en las elecciones municipales de 1919, y saldría formando parte de muchos gobiernos municipales.

## Institucionalización del partido
Entre 1919 y 1939 se incrementaron sus escaños, pero el resto de partidos se mostraban reacios a gobernar con ellos. Moderaron entonces su programa: en 1934 ya no pedían el desarme del país, suavizaron su republicanismo y enfocaron su programa a las mejoras de la vida de la clase obrera y no a la revolución. En 1935 se publicó el Plan van de Arbeid, donde el SDAP reclamaba aumentar el trabajo, proteger el desempleo y nacionalizar empresas vitales. Un grupo de marxistas ortodoxos dirigidos por Jacques de Kadt abandonó el partido para fundar el trotskista Partido Socialista Revolucionario (RSP), después de que el partido hubiera mostrado comprensión durante la sublevación de los marineros de las Siete Provincias y de que se prohibiera a los soldados militar en el SDAP. 
En 1939 fueron llamados a formar un Gobierno de coalición nacional con el presidente Dirk Jan de Geer, y cuando el país fue invadido por la Alemania nazi formaron parte del Gobierno en el exilio de Londres. Los nazis lo prohibieron en 1940 y muchos de sus miembros se unieron a la Resistencia.
Al acabar la Segunda Guerra Mundial decidieron unirse a los liberales de izquierda de la Liga Democrática para la Libertad de Pensamiento (VDB) y a los cristianos socialistas de la Unión Demócrata Cristiana (CDU) para formar el Partido del Trabajo.

## Miembros ilustres
- Carel Steven Adama van Scheltema
- Sebald Rutgers
- Jan Buskes
- Willem Drees
- Leendert Antonie Donker
- Jan Egberts Eleveld
- Sicco Mansholt
- Kornelis ter Laan

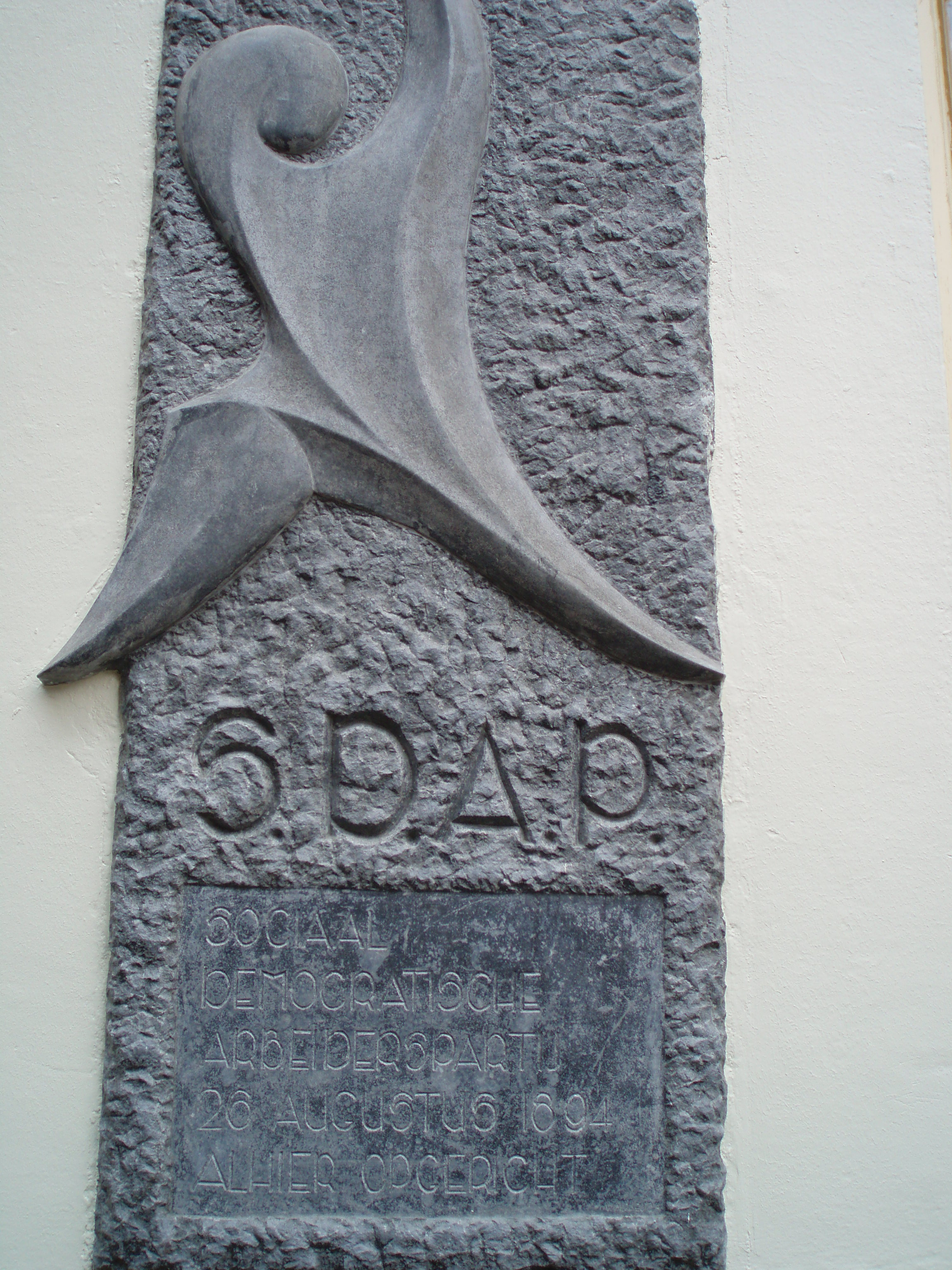
Placa conmemorativa del SDAP en Ossenmarkt, n.° 9, Zwolle, donde fue fundado el partido

- Hendrik Spiekman fundador del SDAP
- Pieter Lodewijk Tak
- Henk Sneevliet
- Jan Tinbergen
- Pieter Jelles Troelstra fundador del SDAP
- Willem Vliegen
- Koos Vorrink
- Floor Wibaut
- Johan Brautigam
- Jan Hendrik Frederik Grönloh

## Resultados electorales
| Año  | Votos        | %     | Resultado | +/-         | Gobierno              |
| ---- | ------------ | ----- | --------- | ----------- | --------------------- |
| 1894 | 365 (#6)     | 0,22  | 0/100     |             | Extraparlamentario    |
| 1897 | 12.312 (#6)  | 2,98  | 3/100     |             | Oposición             |
| 1901 | 36.981 (#4)  | 9,63  | 7/100     | 4           | Oposición             |
| 1905 | 65.561 (#4)  | 11,24 | 7/100     | Sin cambios | Oposición             |
| 1909 | 82.855 (#3)  | 13,90 | 7/100     | Sin cambios | Oposición             |
| 1913 | 142.185 (#2) | 18,50 | 17/100    | 10          | Oposición             |
| 1917 |              |       | 15/100    | 2           | Oposición             |
| 1918 | 294.495 (#2) | 21,95 | 22/100    | 7           | Oposición             |
| 1922 | 567.769 (#2) | 19,38 | 20/100    | 2           | Oposición             |
| 1925 | 706.689 (#2) | 22,90 | 24/100    | 4           | Oposición             |
| 1929 | 804.714 (#2) | 23,81 | 24/100    | Sin cambios | Oposición             |
| 1933 | 798.632 (#2) | 21,46 | 22/100    | 2           | Oposición             |
| 1937 | 890.661 (#2) | 21,95 | 23/100    | 1           | Oposición (1937-1939) |
| 1937 | 890.661 (#2) | 21,95 | 23/100    | 1           | Coalición (1939-1945) |
| 1937 | 890.661 (#2) | 21,95 | 23/100    | 1           | Oposición (1945-1946) |